# بوب إنجل
بوب إنجل (بالإنجليزية: Bob Engel)‏ هو لاعب كرة قاعدة أمريكي، ولد في 11 أكتوبر 1933 في أتاساديرو في الولايات المتحدة، وتوفي في 5 مارس 2018 في فالون في الولايات المتحدة.